# Huasos de Algarrobal

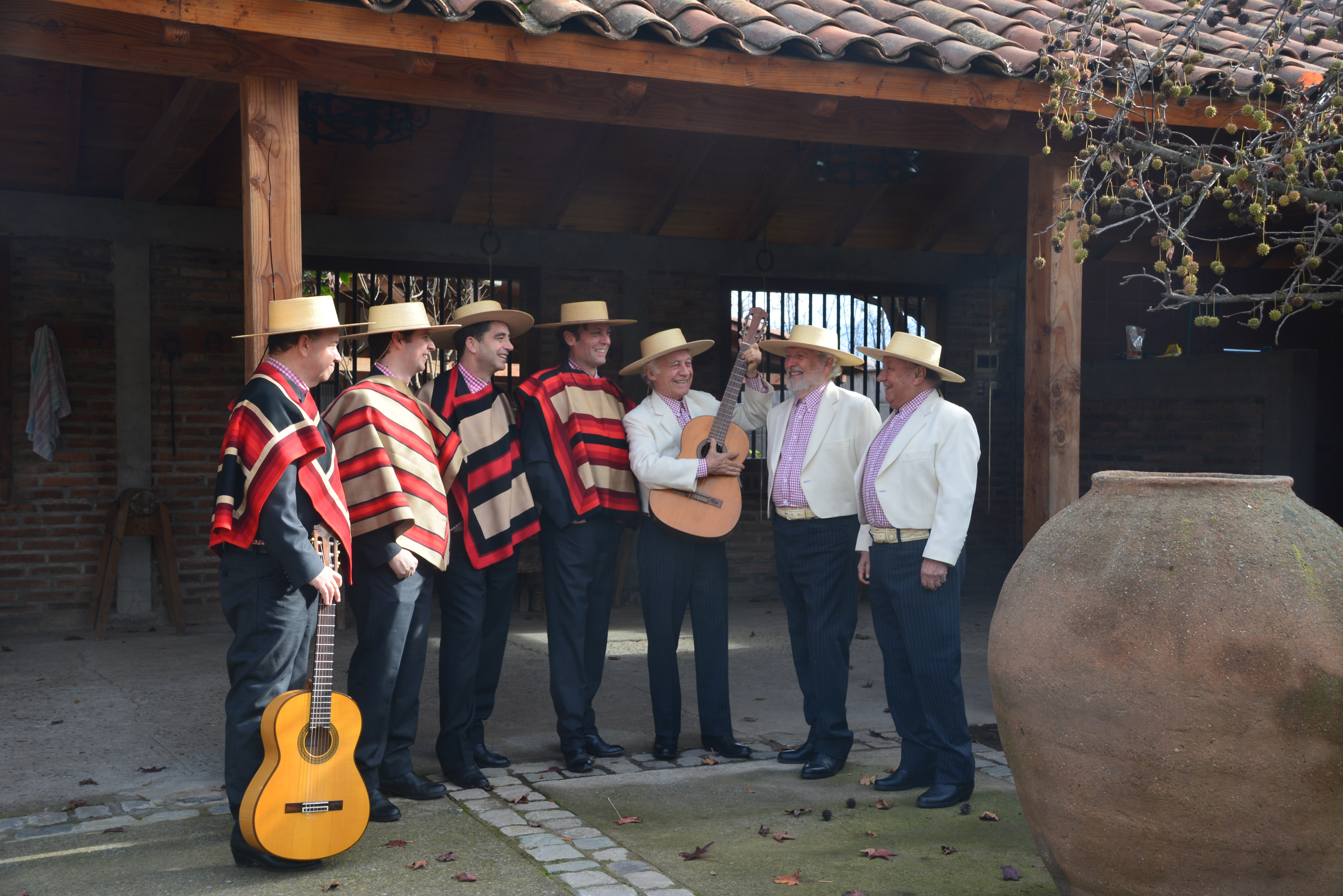
Foto realizada el año 2023 en Requinoa que muestra a los integrantes históricos (de blanco) junto a la nueva savia (de manta), en el año de la transición al nuevo conjunto.

Los Huasos de Algarrobal son un grupo de música folclórica chilena de gran trayectoria. Nació entre un grupo de amigos de colegio a mediados de la década del 60 y debutaron en el balneario de Cartagena el verano de 1966 en el Festival de las Playas del Litoral Central. En su dilatada y exitosa carrera artística, han obtenido premios nacionales e internacionales, se han presentado en los más importantes escenarios del país y ante grandes autoridades tanto nacionales como internacionales, como Su Santidad el Papa Juan Pablo II, el rey Juan Carlos de España, primeros ministros y presidentes de distintos países, así como también en festivales internacionales como el Festival de la Canción de Viña del Mar y el Festival Mundial de Folclore realizado en Sudáfrica en 1983. 

## Historia

### Primeros años de formación
Ya se había iniciado la década del 60, cuando cuatro jóvenes estudiantes del Colegio los Padres Franceses de Santiago se embarcaron en una aventura musical que, con el paso de los años, daría vida a uno de los grupos de música chilena más destacados: LOS HUASOS DE ALGARROBAL. Su inspiración provenía de dos cuartetos vocales triunfadores de comienzos y mediados del Siglo 20: Los 4 Huasos (1927) y Los Huasos Quincheros (1937). Influyó también en ellos otro grupo nacido al alero de su colegio a fines de la década del 50: Los Huasos Colchagüinos. En este último conjunto cantaban Javier Cerda, quien posteriormente se integró al grupo Los Perales, y Rafael Rodríguez, el que participó luego en Los Huasos de Algarrobal entre 1975 y 2023. 
En su etapa de formación, el conjunto fue liderado por los hermanos Gustavo y Gerardo Monckeberg, quienes junto a Patricio Vives y Rodrigo Serrano lograron alcanzar el profesionalismo en el verano de 1966, cuando ganaron el Festival de las Playas realizado en Cartagena. Para esa ocasión, tenían que presentarse con un nombre artístico y, como estaban veraneando en Algarrobo, estos cuatro amigos no encontraron nada mejor que pasar a llamarse LOS HUASOS DE ALGARROBAL. Era la época de gloria del neo-folklore en el país, con representantes tan destacados como Los Cuatro Cuartos, Las Cuatro Brujas, los hermanos Angel e Isabel Parra, Patricio Manns, Pedro Messone y tantos otros. Ese mismo año, efectuaron sus primeras grabaciones para disco, bajo la dirección de su descubridor, René Largo Farías, quien conducía en Radio Minería el conocido programa "Chile ríe y canta", donde los entusiastas jóvenes también ganaron un importante festival folklórico. Fue Largo Farías, justamente, quien los instó a grabar "El peregrino de Emaús", de Los Perales, para un álbum compilado de varios artistas del sello Emi Odeon. A los pocos meses, el sello RCA Víctor los contrató como artistas exclusivos y grabaron un single 45 con los temas "Napoleón", de Andrés Opazo, integrante de Los Perales; y "Por tu ausencia", una tonada de Sergio Sauvalle. Junto a estas grabaciones comenzaron sus presentaciones en televisión, lo que les abrió las puertas al mundo del espectáculo nacional. 

### Festival de Viña y nuevas formaciones
En 1967, LOS HUASOS DE ALGARROBAL participaron en el Festival Internacional de la Canción de Viña del Mar con dos canciones de la conocida compositora Clarita Solovera: "Casa colorada" y "Pájaros de septiembre", con las que obtuvieron el cuarto y quinto lugar de ese concurso. Dos años más tarde, pasarían a formar parte del elenco estable del sello Polydor, de Philips Chile, donde grabaron cerca de 40 canciones hasta 1972, en tres álbumes de larga duración y algunos discos 45. En esta primera época del conjunto hubo una alta rotación de integrantes, ya que, una vez finalizados los estudios del colegio, muchos de ellos no pudieron seguir cantando debido a nuevas actividades que iban asumiendo, sobre todo aquellas relacionadas con los estudios superiores. Además de Serrano, Vives y los hermanos Monckeberg, formaron parte del conjunto en estos años Antonio Antoncich, José Manuel Ugarte, Cristián Donoso, Juan Eduardo Ugarte, Eugenio Rengifo, Enrique Barros, entre otros. 
A comienzos de 1973, con una carrera artística ya reconocida en el ambiente nacional, se retiró del grupo Rodrigo Serrano y fue reemplazado por Ignacio Errázuriz. Junto a este último, Cristián Donoso, Eugenio Rengifo y Enrique Barros continuaron con la labor artística iniciada por sus fundadores. Firmaron contrato de exclusividad con el sello Emi Odeon, donde grabaron más de 30 canciones del repertorio folklórico, con dos álbumes de larga duración y cerca de media docena de discos 45. Ese mismo año 1973, Ignacio Errázuriz tuvo que abandonar el conjunto por razones laborales y fue reemplazado por Gonzalo Jiménez. A los pocos meses, se retiró Enrique Barros, quien se fue a vivir a Ecuador. Fue entonces cuando reingresó Antonio Antoncich, quien se mantuvo como titular hasta 1975, año en que se incorporó a Rafael Rodríguez para reemplazarlo.

### Consolidación del grupo
Desde entonces, LOS HUASOS DE ALGARROBAL mantuvieron una conformación que no sufrió alteraciones durante 14 años, lo que permitió consolidar definitivamente su carrera artística, con la participación de Cristián Donoso, segundo tenor y abogado; Eugenio Rengifo, barítono y periodista; Rafael Rodríguez, primer tenor y arquitecto; y Gonzalo Jiménez, barítono y abogado. Todos ellos titulados en la Pontificia Universidad Católica de Chile. Fue en este período cuando se definió el característico estilo vocal del grupo y cuando grabaron sus mayores éxitos, realizaron numerosas giras nacionales e internacionales, y cuando se consagraron en la televisión chilena. Entre los éxitos de esos años destacan creaciones de Eugenio Rengifo como "Deja que los niños vengan", "Basilia Chamaca Challapa" y "María camina", además de sus novedosos arreglos para clásicos de la canción chilena como "Mi caballo blanco", "Yo vendo unos ojos negros" y "Gracias a la vida".   Los aplausos de la crítica y del público los hizo acreedores a los premios más importantes del espectáculo musical chileno, además de coronarse como ganadores en el Festival Mundial del Folklore realizado en Sudáfrica el año 1983. En 1987 Gonzalo Jiménez se retiró de LOS HUASOS DE ALGARROBAL para dedicarse de lleno a la actividad académica. A raíz de ello, reingresó al conjunto Enrique Barros, quien había vuelto a Chile a mediados de los 80. Barros, ingeniero mecánico de la Universidad de Santiago, fue clave en proporcionarle al grupo una armonía vocal más amplia y completa gracias a su característica voz de bajo. 
A partir de 1987 y hasta 2018, LOS HUASOS DE ALGARROBAL mantuvieron su conformación de Donoso, Rengifo, Barros y Rodríguez. Siguieron desarrollando una actividad artística de primer orden, con nuevas grabaciones de discos, más giras por el país y el extranjero, con periódicas presentaciones en los principales escenarios y festivales. En este período marcaron importantes hitos, como   fue la creación e interpretación del Himno Oficial de la visita de Su Santidad el Papa Juan Pablo II a Chile "Mensajero de la vida" en 1987, y la entrega a todo el país  del Himno Oficial de la Canonización de Teresita de Los Andes, la Carmelita del Consuelo en 1993. Ese mismo año se presentaron en la Basílica de San Pedro y en la Sala Paulo VI ante el Papa y miles de chilenos que los aplaudieron en un gesto de reconocimiento a su importante aporte a la canción popular chilena. Con todos estos logros pasaron a formar parte de un sitial de honor entre los grandes grupos de la canción chilena y se han mantenido vigentes gracias a su acostumbrado profesionalismo, su innegable calidad vocal, su inconfundible estilo y un repertorio que alterna sus propias creaciones con   temas inmortales de la canción chilena.
Durante 2011, con motivo de sus 45 años de canto, el grupo publicó a través de Editorial Catalonia el libro “Los Huasos de Algarrobal: por el alma de Chile”, el que reúne la historia de este cuarteto vocal contada por Eugenio Rengifo, además de incluir un CD con 24 de sus mejores éxitos. 

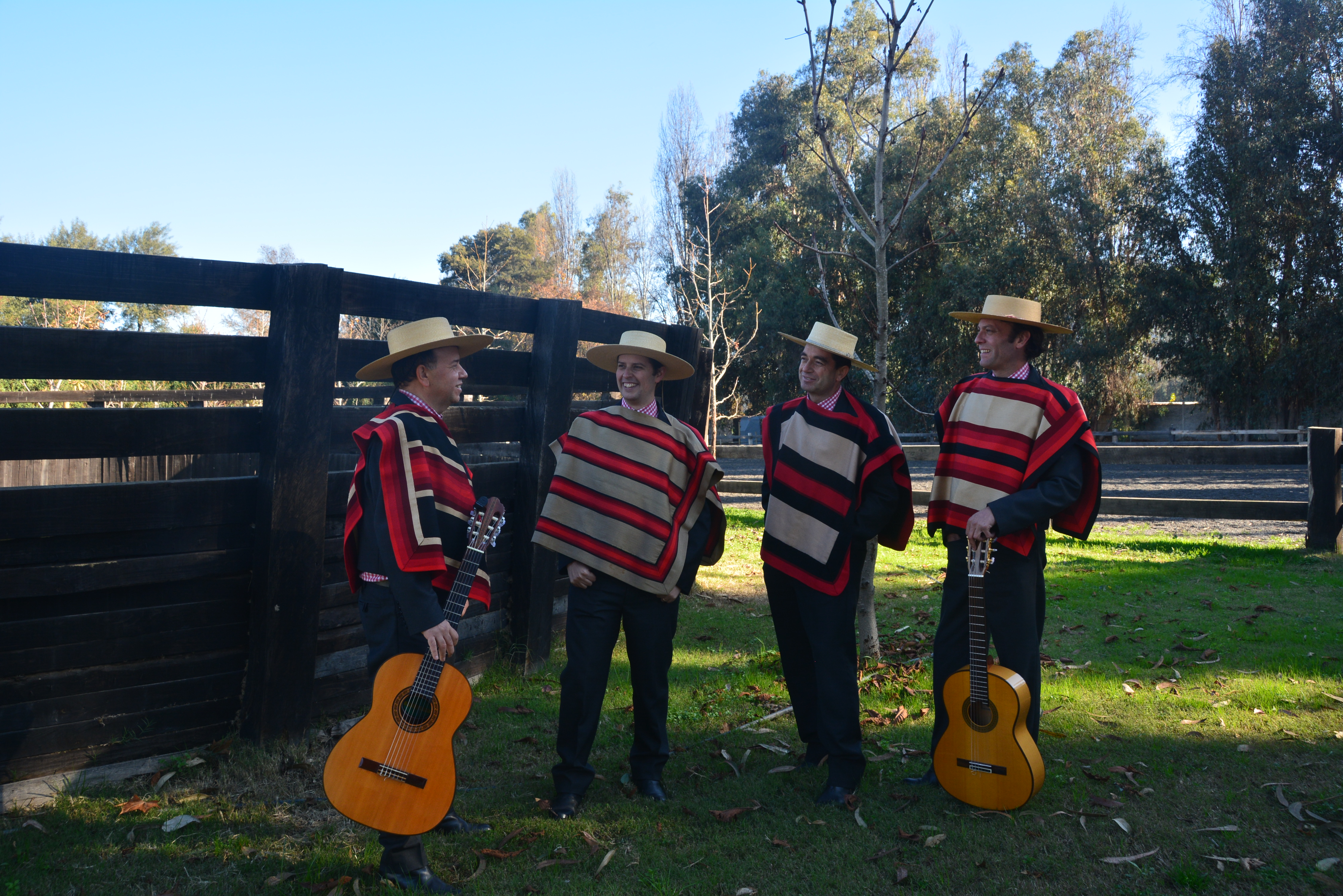
Actual formación del Conjunto (2023 -). De izquierda a derecha: Enrique Rodriguez, Raimundo Rodriguez, Cristián O'Ryan y Cristóbal Walker.

### Savia Nueva
En 2018 se retiró del grupo Enrique Barros y fue reemplazado por Raimundo Rodríguez Tupper (tenor, ingeniero de la Pontificia Universidad Católica de Chile, hijo de Rafael), quien se había incorporado en 2017 para prepararse a cumplir un rol de titular. Fue entonces cuando los integrantes históricos decidieron mantener el canto Algarrobal en el tiempo con nuevos integrantes y comenzaron a buscar más savia nueva para seguir aportando al cancionero popular de raíz folclórica con el reconocimiento y aplauso del público. 
A fines de 2021 llegó al grupo Cristián O’Ryan Squella (tenor, ingeniero de la Pontificia Universidad Católica de Chile), el que ya había participado junto a los Algarrobales a comienzos del año 2000 en calidad de reemplazante; en 2004, se retiró para formar parte como titular en Los Huasos del Camino Viejo y luego en Los Quincheros. En 2022 se incorporó Cristóbal Walker Rodríguez (barítono, Técnico Agrícola de INACAP), quien había cantado junto a Los Huasos del Corral durante 17 años. Por último, a comienzos de 2023 se integró al grupo Enrique Rodríguez Ingles (tenor, músico, periodista de la Universidad de Santiago), con lo cual se completó la nueva formación del cuarteto. Esta formación debutó el 20 de julio de 2023 en la Sala de la SCD Plaza Egaña, donde fueron presentados por los históricos con el aplauso y aprobación inmediata del público presente. En agosto grabaron “La Violeta y la Parra”, su primer disco single para el sello MasterMedia. 
Por último, el 24 de septiembre de 2023, se realizó la despedida de los históricos Cristián Donoso, Eugenio Rengifo y Rafael Rodríguez en un concierto realizado en el Teatro Municipal de Las Condes y en el que se dio inicio a una nueva época del Canto Algarrobal en un emotivo encuentro con el público que los ha seguido por tantos años y también con las nuevas generaciones amantes de la canción chilena.

### Canciones Propias
Dentro del amplio repertorio que tienen Los Huasos de Algarrobal, cabe destacar algunas canciones propias como "Viene un niño",  "Árbol viejo", "Que viva este nacimiento", "Basilia Chamaca Challapa", "Que los niños vengan", "Ángela Lois", "Todo está en recomenzar", "María Camina", "Nuevos Surcos", "Que los niños vengan" entre tantas otras. 
Se deben resaltar entre las creaciones propias dos himnos religiosos muy importantes: para la primera santa de Chile Santa Teresita titulado "Teresita de Los Andes, Carmelita del consuelo"; y el himno para la visita a Chile de Su Santidad el Papa Juan Pablo II "Juan Pablo II: Mensajero de la Vida".

## Integrantes Titulares
- Gustavo Monckeberg           (1966-1967)
- Gerardo Monckeberg           (1966-1967)
- Patricio Vives               (1966-1968)
- Rodrigo Serrano              (1966-1972)
- Antonio Antoncich            (1967-1968 / 1973-1974)
- José Manuel Ugarte           (1967-1969)
- Cristián Donoso Ugarte  (1968-2023)
- Juan Eduardo Ugarte          (1968-1971)
- Eugenio Rengifo Lira   (1969-2023)
- Enrique Barros Acuña          (1971-1973 / 1987-2017)
- Ignacio Errázuriz            (1973-1973)
- Gonzalo Jiménez Espinosa  (1973-1987)
- Rafael Rodríguez Lazcano   (1975-2023)
- Raimundo Rodríguez Tupper (2018-        )
- Cristián O'Ryan Squella   (2021-        )
- Cristóbal Walker Rodríguez (2022-        )
- Enrique Rodríguez Ingles   (2023-        )

## Discografía y Bibliografía
- Al calor de la amistad (LP) (1969)
- Poeta Campanero (enlace roto disponible en Internet Archive; véase el historial, la primera versión y la última). (LP)  (1970)
- Poncho de olvido (LP)  (1971)
- Tradición y tonada (LP)  (1974)
- Sólo éxitos (LP)  (1976)
- Huasos de Algarrobal (LP)  (1980)
- Miradas de Altura (enlace roto disponible en Internet Archive; véase el historial, la primera versión y la última). (Casete)  (1981)
- Boleros con el alma (Casete)  (1986)
- Canciones de amor y paz (enlace roto disponible en Internet Archive; véase el historial, la primera versión y la última). (Casete)  (1991)
- Cielos Altos (CD y Casete)  (1991)
- Teresita de Los Andes-Carmelita del Consuelo (CD y Casete)  (1993)
- Algarrobal en el tiempo (CD)  (1996)
- Qué bonita es mi tierra (enlace roto disponible en Internet Archive; véase el historial, la primera versión y la última). (CD)  (1998)
- Canto Algarrobal (CD)  (2000)
- Huella Algarrobal (enlace roto disponible en Internet Archive; véase el historial, la primera versión y la última). (CD) (2004)
- Mensajero de la Vida (CD)  (2005)
- 40 Años de canto (enlace roto disponible en Internet Archive; véase el historial, la primera versión y la última). (CD)  (2007)
- Desde la raíz (CD)  (2009)
- Contigo, Virgen del Carmen (CD)  (2010)
- Los Huasos de Algarrobal, por el alma de Chile. Ed Catalonia, 2011.
- 50 Años de canto (CD) (2016)
- Antología de la canción Romántica (CD) (2019)
- Canciones de Eugenio Rengifo (CD) (2022)